# Жалтир (Шал-акина район)
Жалти́р (каз. Жалтыр) — село у складі району Шал-акина Північноказахстанської області Казахстану. Входить до складу Городецького сільського округу, раніше входило до складу ліквідованого Ступинського сільського округу.
До 16 серпня 1971 року село називалось Ельтинди.
Населення — 231 особа (2021; 294 у 2009, 421 у 1999, 482 у 1989).
Національний склад станом на 1989 рік:
- казахи — 100 %.